# Île d'Arguin
Pour les articles homonymes, voir Arguin.
Ne doit pas être confondu avec Banc d'Arguin (Mauritanie).
L'île d'Arguin (Arguim en portugais) est une île de l'océan Atlantique proche du cap d'Arguin (Mauritanie).

## Géographie
Elle fait partie du parc national du Banc-d'Arguin.

## Histoire

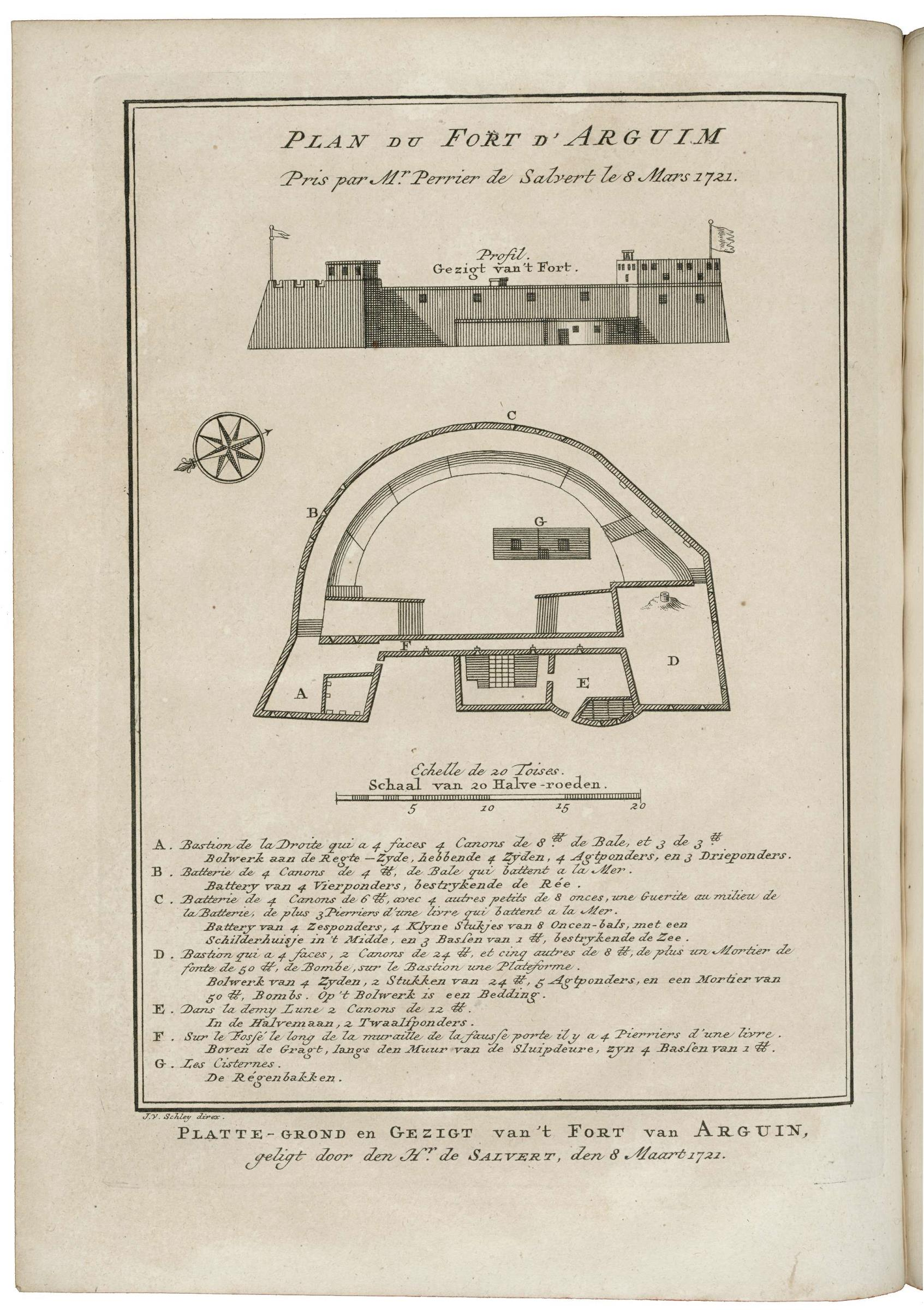
Plan du fort d'Arguin dessiné le 8 mars 1721 par Antoine Alexis de Perier de Salvert.

L'île est découverte en 1443 par les Portugais, qui s'y installent ainsi au débouché des caravanes provenant de Tombouctou. Les Hollandais et les Français y ont eu des établissements jusqu'à la fin du XIXe siècle. 
Ainsi, depuis sa découverte, elle fut successivement sous le contrôle du Portugal (1445-1633), des Pays-Bas (1633-1655), de l'Angleterre (1655), avant d'être restituée aux Pays-Bas (1655-1678). La France occupe le banc en 1678. Mais la région est ensuite abandonnée, la même année, à cause de son climat très aride jusqu'en 1685. 
Malgré cela, des colons venant du Brandebourg tentent de s'y implanter de 1685 à 1721. Antoine Alexis de Perier de Salvert les en déloge le 8 mars 1721 lors de la prise du fort d'Arguin avant de se faire supplanter par les Pays-Bas (1722-1724). Par la suite, la France retrouve sa colonie (1724-1728). À cette date, les autochtones parviennent à chasser les Français qui ne recolonisent la région qu'au XIXe siècle.
Elle est entourée du banc d'Arguin, dangereux pour la navigation et sur lequel s'échoue la frégate La Méduse le 2 juillet 1816.

## Personnalités liées à Arguin
- Jacques Francis, probablement originaire de l'île (XVIe siècle), plongeur d'épaves et témoin dans un procès devant la Haute Cour de Justice de l'Amirauté anglaise.